# Stefan Cacoń
Stefan Wit Cacoń – polski inżynier, dr hab., profesor zwyczajny Instytutu Geodezji i Geoinformatyki Wydziału Inżynierii Kształtowania Środowiska i Geodezji Uniwersytetu Przyrodniczego we Wrocławiu i Instytutu Górnictwa Wydziału Geoinżynierii, Górnictwa i Geologii Politechniki Wrocławskiej.

## Życiorys
Obronił pracę doktorską, a następnie uzyskał stopień doktora habilitowanego. 14 lipca 1992 nadano mu tytuł profesora w zakresie nauk technicznych. Objął funkcję profesora zwyczajnego Instytutu Geodezji i Geoinformatyki Wydziału Inżynierii Kształtowania Środowiska i Geodezji Uniwersytetu Przyrodniczego we Wrocławiu i Instytutu Górnictwa Wydziału Geoinżynierii, Górnictwa i Geologii Politechniki Wrocławskiej.
Był kierownikiem w Katedrze Geodezji i Fotogrametrii i dyrektorem  w Instytucie Geodezji i Geoinformatyki na Wydziale Inżynierii Kształtowania Środowiska i Geodezji Uniwersytetu Przyrodniczego we Wrocławiu, oraz członkiem Komitetu Geodezji na IV Wydziale  Nauk Technicznych Polskiej Akademii Nauk.